# 태프트 스타디움
태프트 스타디움(Taft Stadium)은 미국의 축구 전용 경기장으로 오클라호마주 오클라호마시티에 위치하고 있으며 USL 챔피언십 OKC 에너지 FC의 홈 경기장이다. 